# Timmermyst
Timmermyst är en sjö i Kungsbacka kommun i Halland och ingår i Kungsbackaåns huvudavrinningsområde.